# Rustam Soirov
Rustam Soirov (in tagico Рустам Соиров?; Dušanbe, 12 settembre 2002) è un calciatore tagiko, attaccante dell'Istiklol e della nazionale tagika.

## Caratteristiche tecniche
Soirov è un attaccante veloce e tecnico, in grado di agire da punta o esterno alto.

## Carriera

### Club
Il 2 agosto 2022 firma un triennale con il Levadia Tallinn.

### Nazionale
Ha giocato nelle nazionali giovanili tagike Under-17 ed Under-23.
Esordisce in nazionale maggiore il 7 novembre 2020 nell'amichevole Tagikistan-Bahrein (0-1), subentrando all'80' al posto di Šeriddin Boboev.
Nel 2023 ha partecipato alla Coppa d'Asia.

## Statistiche

### Presenze e reti nei club
Statistiche aggiornate al 6 novembre 2022.
| Stagione        | Squadra           | Campionato      | Campionato | Campionato | Coppe nazionali | Coppe nazionali | Coppe nazionali | Coppe continentali | Coppe continentali | Coppe continentali | Altre coppe | Altre coppe | Altre coppe | Totale | Totale |
| Stagione        | Squadra           | Comp            | Pres       | Reti       | Comp            | Pres            | Reti            | Comp               | Pres               | Reti               | Comp        | Pres        | Reti        | Pres   | Reti   |
| --------------- | ----------------- | --------------- | ---------- | ---------- | --------------- | --------------- | --------------- | ------------------ | ------------------ | ------------------ | ----------- | ----------- | ----------- | ------ | ------ |
| 2022            | Levadia Tallinn 2 | EL              | 6          | 3          | -               | -               | -               | -                  | -                  | -                  | -           | -           | -           | 6      | 3      |
| 2022            | Levadia Tallinn   | ML              | 5          | 0          | CE              | 0               | 0               | -                  | -                  | -                  | -           | -           | -           | 5      | 0      |
| Totale carriera | Totale carriera   | Totale carriera | 11         | 3          |                 | 0               | 0               |                    | -                  | -                  |             | -           | -           | 11     | 3      |

### Cronologia presenze e reti in nazionale
| Cronologia completa delle presenze e delle reti in nazionale ― Tagikistan | Cronologia completa delle presenze e delle reti in nazionale ― Tagikistan | Cronologia completa delle presenze e delle reti in nazionale ― Tagikistan | Cronologia completa delle presenze e delle reti in nazionale ― Tagikistan | Cronologia completa delle presenze e delle reti in nazionale ― Tagikistan | Cronologia completa delle presenze e delle reti in nazionale ― Tagikistan | Cronologia completa delle presenze e delle reti in nazionale ― Tagikistan | Cronologia completa delle presenze e delle reti in nazionale ― Tagikistan |
| Data                                                                      | Città                                                                     | In casa                                                                   | Risultato                                                                 | Ospiti                                                                    | Competizione                                                              | Reti                                                                      | Note                                                                      |
| ------------------------------------------------------------------------- | ------------------------------------------------------------------------- | ------------------------------------------------------------------------- | ------------------------------------------------------------------------- | ------------------------------------------------------------------------- | ------------------------------------------------------------------------- | ------------------------------------------------------------------------- | ------------------------------------------------------------------------- |
| 7-11-2020                                                                 | Dubai                                                                     | Tagikistan                                                                | 0 – 1                                                                     | Bahrein                                                                   | Amichevole                                                                | -                                                                         | 80’                                                                       |
| 5-2-2021                                                                  | Dubai                                                                     | Giordania                                                                 | 0 – 1                                                                     | Tagikistan                                                                | Amichevole                                                                | -                                                                         | 69’ 90+2’                                                                 |
| 24-5-2021                                                                 | Bassora                                                                   | Iraq                                                                      | 0 – 0                                                                     | Tagikistan                                                                | Amichevole                                                                | -                                                                         | 84’                                                                       |
| 29-5-2021                                                                 | Nonthaburi                                                                | Thailandia                                                                | 2 – 2                                                                     | Tagikistan                                                                | Amichevole                                                                | -                                                                         | 46’                                                                       |
| 7-6-2021                                                                  | Osaka                                                                     | Giappone                                                                  | 4 – 1                                                                     | Tagikistan                                                                | Qual. Mondiali 2022                                                       | -                                                                         | 83’                                                                       |
| 15-6-2021                                                                 | Dušanbe                                                                   | Tagikistan                                                                | 4 – 0                                                                     | Birmania                                                                  | Qual. Mondiali 2022                                                       | -                                                                         | 90’                                                                       |
| 25-3-2022                                                                 | Namangan                                                                  | Uganda                                                                    | 1 – 1 dts (5 – 4 dtr)                                                     | Tagikistan                                                                | Amichevole                                                                | -                                                                         | 82’                                                                       |
| 22-9-2022                                                                 | Chiang Mai                                                                | Trinidad e Tobago                                                         | 1 – 2                                                                     | Tagikistan                                                                | Amichevole                                                                | -                                                                         | 73’                                                                       |
| 25-9-2022                                                                 | Chiang Mai                                                                | Malaysia                                                                  | 0 – 0 dts (0 – 3 dtr)                                                     | Tagikistan                                                                | Amichevole                                                                | -                                                                         | 78’                                                                       |
| 17-10-2023                                                                | Kuala Lumpur                                                              | Malaysia                                                                  | 0 – 2                                                                     | Tagikistan                                                                | Amichevole                                                                | 1                                                                         | 74’ 81’                                                                   |
| 16-11-2023                                                                | Dušanbe                                                                   | Tagikistan                                                                | 1 – 1                                                                     | Giordania                                                                 | Qual. Mondiali 2026                                                       | -                                                                         | 74’                                                                       |
| 21-11-2023                                                                | Islamabad                                                                 | Pakistan                                                                  | 1 – 6                                                                     | Tagikistan                                                                | Qual. Mondiali 2026                                                       | 1                                                                         | 68’                                                                       |
| 4-1-2024                                                                  | Abu Dhabi                                                                 | Hong Kong                                                                 | 1 – 2                                                                     | Tagikistan                                                                | Amichevole                                                                | 1                                                                         | 46’                                                                       |
| 13-1-2024                                                                 | Doha                                                                      | Cina                                                                      | 0 – 0                                                                     | Tagikistan                                                                | Coppa d'Asia 2023 - 1º turno                                              | -                                                                         | 89’                                                                       |
| 17-1-2024                                                                 | Al Khor                                                                   | Tagikistan                                                                | 0 – 1                                                                     | Qatar                                                                     | Coppa d'Asia 2023 - 1º turno                                              | -                                                                         | 46’                                                                       |
| 22-1-2024                                                                 | Al Rayyan                                                                 | Tagikistan                                                                | 2 – 1                                                                     | Libano                                                                    | Coppa d'Asia 2023 - 1º turno                                              | -                                                                         | 72’                                                                       |
| 28-1-2024                                                                 | Al Rayyan                                                                 | Tagikistan                                                                | 1 – 1 dts (5 – 3 dtr)                                                     | Emirati Arabi Uniti                                                       | Coppa d'Asia 2023 - Ottavi di finale                                      | -                                                                         | 72’                                                                       |
| 2-2-2024                                                                  | Al Rayyan                                                                 | Tagikistan                                                                | 0 – 1                                                                     | Giordania                                                                 | Coppa d'Asia 2023 - Quarti di finale                                      | -                                                                         | 29’                                                                       |
| Totale                                                                    |                                                                           | Presenze                                                                  | 18                                                                        |                                                                           | Reti                                                                      | 3                                                                         |                                                                           |

## Palmarès

### Club

#### Competizioni nazionali
- Campionato di calcio del Tagikistan: 3

Istiklol: 2020, 2021, 2024
- Supercoppa del Tagikistan: 3

Istiklol: 2020, 2021, 2022